# Tomba tràcia de Sveixtari
La tomba tràcia de Sveixtari està situada a 2,5 km al sud-oest del poble de Sveixtari, província de Ràzgrad, que es troba a 42 km al nord-est de Ràzgrad, al nord-est de Bulgària.

## Història
Descoberta el 1982 en un turó, aquesta tomba tràcia del segle iii aC reflecteix els principis estructurals fonamentals dels edificis de culte de Tràcia. La decoració arquitectònica de la tomba és considerada única, amb les cariàtides policromades meitat humanes, meitat vegetals, i pintures murals. Les deu figures femenines tallades en alt relleu a les parets de la sala central i les decoracions de la lluneta en la seva volta són els únics exemples d'aquest tipus trobat fins ara a les terres de Tràcia. És un recordatori notable de la cultura dels getes, un poble de Tràcia que estava en contacte amb l'hel·lenístic i Hiperbòria, segons els geògrafs antics.